# Celia Hammond
Celia Hammond, född 25 juli 1943, är en brittisk djurrättsaktivist och före detta fotomodell.

## Biografi
Hammond växte upp i Australien och Indonesien, där hennes brittiska föräldrar arbetade som teodlare.

### Modellkarriär
År 1960 började Hammond studera vid Lucie Clayton Charm Academy, som riktade sig till aspirerande fotomodeller. Hon tog examen tillsammans med Jean Shrimpton. Hammond upptäcktes av modefotografen Norman Parkinson, som gav henne en anställning hos tidskriften Queen. Hammond började senare arbeta för Vogue, där hon frekvent arbetade med fotografen Terence Donovan. Hammond var tillika Jean Shrimpton en av 1960-talets mest framgångsrika fotomodeller.

### Djurrättsaktivism
Hammond började praktisera vegetarianism som tonåring. Efter att ha sett ett TV-inslag om hur en säljakt går till, tog Hammond avstånd från att bära päls och började engagera sig i djurens rättigheter. Donovan skrev låten "Celia Of The Seals" (1971) som en hyllning till Hammonds ställningstagande.
År 1986 grundade Hammond välgörenhetsorganisationen Celia Hammond Animal Trust med ambitionen att samla in pengar till öppningen av en steriliseringsklinik för tamdjur, i ett försök att kontrollera förvildningen av tamkatter. År 1995 öppnades en första klinik i Lewisham, London. Ytterligare en klinik öppnades i Canning Town i London Borough of Newham 1999. Celia Hammond Animal Trust driver även ett härbärge för hemlösa tamdjur i Brede, East Sussex. Klinikerna ägnar sig också åt att rädda och finna nya hem åt katter och hundar.

### Privatliv
Hammond hade ett förhållande med rockgitarristen Jeff Beck mellan cirka 1968 och 1992.